# Eggenwil
Eggenwil (toponimo tedesco) è un comune svizzero di 998 abitanti del Canton Argovia, nel distretto di Bremgarten.

## Storia

### Simboli
Lo stemma è stato approvato dal consiglio comunale nel 1942 e riprende l'emblema dell'abbazia di Muri da cui dipendeva il paese. Il numero di raggi della stella è stato fissato solo nel 1993.

## Monumenti e luoghi d'interesse

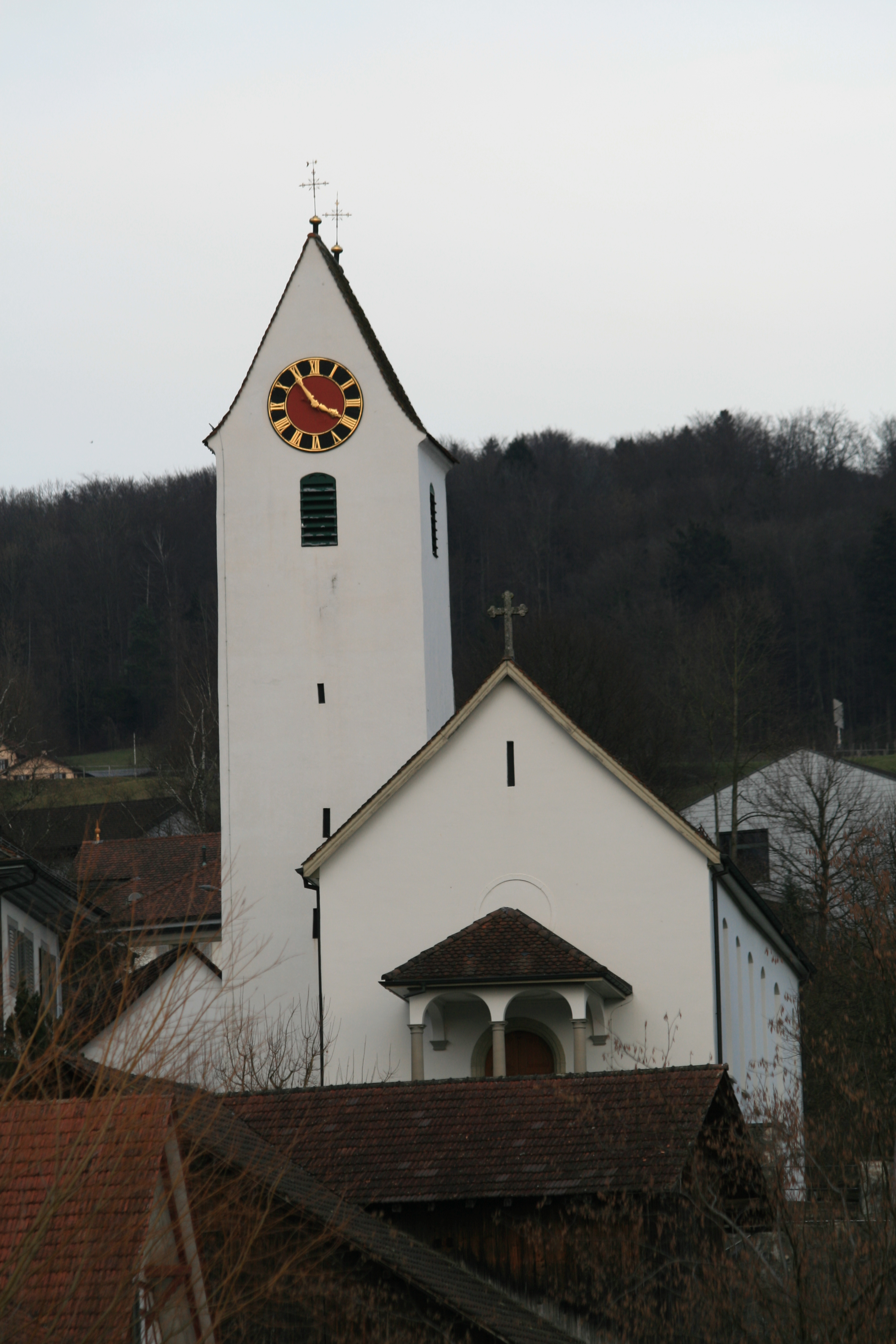
La chiesa cattolica di San Lorenzo

- Chiesa cattolica di San Lorenzo, attestata dal 1064 e ricostruita nel 1529[1].

## Società

### Evoluzione demografica
L'evoluzione demografica è riportata nella seguente tabella:
Abitanti censiti

## Amministrazione
Ogni famiglia originaria del luogo fa parte del cosiddetto comune patriziale e ha la responsabilità della manutenzione di ogni bene ricadente all'interno dei confini del comune.